# Huub Stevens
Pour les articles homonymes, voir Stevens.
Hubertus « Huub » Jozef Margaretha Stevens, né le 29 novembre 1953 à Sittard, est un footballeur international néerlandais devenu entraîneur. Il occupe actuellement un poste en tant que membre du conseil d'administration du FC Schalke 04

## Biographie
Défenseur rugueux, Huub Steven commence sa carrière de joueur dans les années 70 au Fortuna Sittard. En 1975, il rejoint les rangs du PSV Eindhoven et y remporte de nombreux titres : la Coupe UEFA en 1978, trois championnats et une Coupe. De 1979 à 1985 il est sélectionné à 18 reprises en équipe des Pays-Bas de football, pour laquelle il inscrit un but.

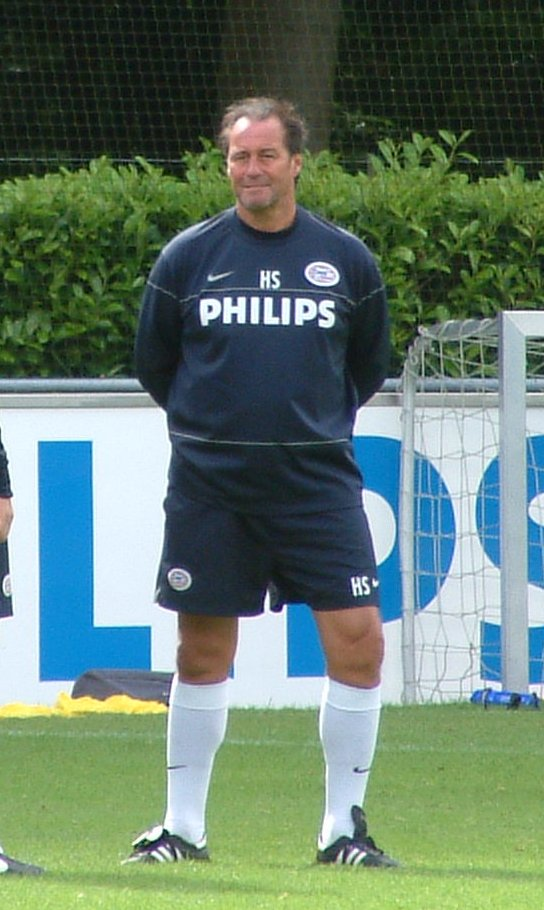
Huub Stevens au PSV Eindhoven.

Après sa carrière de joueur en 1986, il devient entraîneur. D'abord au sein du centre de formation du PSV Eindhoven, puis comme entraineur d'équipes professionnelles. Il débute au Roda JC (1993-95) puis rejoint Schalke 04 qu'il mène à la victoire en Coupe UEFA 1997. Il entraîne successivement le Herta Berlin, Cologne, Roda et Hambourg avant de s'asseoir sur le banc du PSV en 2008. Il y reste jusqu'en janvier 2009 date à laquelle il démissionne. Il rebondit ensuite au Red Bull Salzbourg remportant le championnat en 2010. 
En septembre 2011, il devient une nouvelle fois entraîneur de Schalke 04, équipe qu'il avait dirigé pendant six ans, afin de remplacer Ralf Rangnick qui avait démissionné pour des raisons de santé le 22 septembre. Il a signé un contrat jusqu'à fin juin 2013. Il est licencié par le club allemand le 16 décembre 2012 à la suite de la défaite à domicile 3-1 contre le SC Fribourg.
Alors libre de tout contrat depuis son départ du club allemand, il rebondit en Grèce au club du PAOK Salonique en s'engageant pour deux ans avec le second du précédent exercice. Lors des barrages de Ligue des champions son équipe retrouve son ancien club de Schalke 04, malgré un match nul (1-1) en Allemagne, les grecs s'inclinent 3-2 lors du match retour avec un but victorieux inscrit par Ádám Szalai en toute fin de rencontre. Reversé en Ligue Europa et battu à deux reprises par le Benfica Lisbonne en seizièmes de finale puis distancé par 19 points en championnat par le leader l'Olympiakos, le 3 mars 2014, le club de Thessalonique décide de licencier le technicien en pointant également le niveau de jeu pratiqué par l'équipe.
Six jours plus tard, le 9 mars, il est intronisé au poste d'entraîneur du VfB Stuttgart, alors 15e de Bundesliga et à seulement un point du premier relégable le SC Fribourg, il remplace Thomas Schneider quant à lui limogé. Grâce à trois victoires et trois nuls, il parvient à maintenir le club en première division en terminant à la 15e place. Par la suite, il décide de ne pas prolonger son contrat et de faire une pause dans sa carrière d'entraîneur. En novembre, soit quelques mois après son retrait des terrains et avoir mis sa carrière d’entraineur entre parenthèses, il est de nouveau appelé au chevet du club de Stuttgart en position de relégable. Il succès à ce poste Armin Veh démissionnaire la veille. Cependant, les résultats ne s’améliorent pas et l'équipe reste lanterne rouge du championnat. Il faut attendre les trois derniers matchs et autant de victoires pour que le club assure son maintien en terminant 14e. Le coach néerlandais se retire une nouvelle fois, après avoir réussi à atteindre son objectif.
En octobre 2015, il est recruté au TSG 1899 Hoffenheim.
Le 14 mars 2019, il est nommé entraîneur de Schalke 04 en remplacement de Domenico Tedesco
Après avoir occupé une fonction dans le conseil d'administration de Schalke 04, il assure un court intérim sur la banc du club à la fin de l'année 2020 alors que le club est en très mauvaise posture. À la suite des deux rencontres dirigées, il récupère ses fonctions au conseil d'administration. 

## Carrière

### Joueur
- 1970-1975 : Fortuna Sittard  Pays-Bas
- 1975-1986 : PSV Eindhoven  Pays-Bas

### Entraîneur
- 1993-1995 : Roda JC  Pays-Bas
- oct. 1996-2002 : Schalke 04  Allemagne
- 2002-déc. 2003 : Hertha BSC Berlin  Allemagne
- 2004-2005 : FC Cologne  Allemagne
- 2005-jan. 2007 : Roda JC  Pays-Bas
- fév. 2007-2008 : Hambourg SV  Allemagne
- 2008-jan. 2009 : PSV Eindhoven  Pays-Bas
- avr. 2009-avr. 2011 : Red Bull Salzbourg  Autriche
- sept. 2011-déc. 2012 : Schalke 04  Allemagne
- 2013-mars 2014 : PAOK Salonique  Grèce
- mars 2014-juin 2014 : VfB Stuttgart  Allemagne
- novembre 2014-mai 2015 : VfB Stuttgart  Allemagne
- octobre 2015-février 2016 : TSG 1899 Hoffenheim  Allemagne
- mars 2019-juin 2019 : Schalke 04  Allemagne
- 18 décembre 2020- (interim) : Schalke 04  Allemagne

#### Statistiques
Mis à jour le 5 juillet 2022.
| Roda JC                | 1er mars 1993     | 9 octobre 1996   | 137 | 64  | 41  | 32  | 233   | 147 | +86  | 46.7  |
| Schalke 04             | 9 octobre 1996    | 30 juin 2002     | 242 | 105 | 65  | 72  | 342   | 267 | +75  | 43.4  |
| Hertha Berlin          | 1er juillet 2002  | 4 décembre 2003  | 66  | 26  | 17  | 23  | 95    | 92  | +3   | 39.4  |
| 1. FC Cologne          | 15 juin 2004      | 27 juin 2005     | 36  | 21  | 8   | 7   | 69    | 37  | +32  | 58.3  |
| Roda JC                | 27 juin 2005      | 2 février 2007   | 71  | 32  | 14  | 25  | 108   | 94  | +14  | 45.1  |
| Hambourg SV            | 2 février 2007    | 30 juin 2008     | 67  | 35  | 19  | 13  | 110   | 49  | +61  | 52.2  |
| PSV Eindhoven          | 1er juillet 2008  | 28 janvier 2009  | 28  | 12  | 5   | 11  | 43    | 35  | +8   | 42.9  |
| Red Bull Salzbourg     | 15 juin 2009      | 8 avril 2011     | 94  | 46  | 28  | 20  | 143   | 83  | +60  | 48.9  |
| Schalke 04             | 27 septembre 2011 | 16 décembre 2012 | 65  | 35  | 14  | 16  | 132   | 78  | +54  | 53.8  |
| PAOK Salonique         | 25 juin 2013      | 3 mars 2014      | 45  | 26  | 9   | 10  | 84    | 45  | +39  | 57.8  |
| VfB Stuttgart          | 9 mars 2014       | 30 juin 2014     | 10  | 3   | 3   | 4   | 11    | 11  | 0    | 30.0  |
| VfB Stuttgart          | 25 novembre 2014  | 24 mai 2015      | 22  | 7   | 6   | 9   | 28    | 34  | -6   | 31.8  |
| 1899 Hoffenheim        | 27 octobre 2015   | 10 février 2016  | 10  | 1   | 5   | 4   | 6     | 11  | -5   | 10.00 |
| FC Schalke 04          | 14 mars 2019      | 30 juin 2019     | 10  | 2   | 2   | 4   | 10    | 14  | -4   | 20.00 |
| FC Schalke 04(interim) | 18 décembre 2020  | 27 décembre 2020 | 2   | 1   | 0   | 1   | 3     | 2   | +1   | 50,0  |
| Total                  | Total             | Total            | 906 | 416 | 236 | 257 | 1 417 | 999 | +418 | 45.92 |

## Palmarès

### Joueur
- Vainqueur de la Coupe UEFA 1977-1978 avec le PSV Eindhoven
- Championnat des Pays-Bas de football 1976-1978 et 1986
- Coupe des Pays-Bas de football 1976
- 18 sélections (1 but) avec l'équipe des Pays-Bas

### Entraîneur
- Vainqueur de la Coupe UEFA 1996-1997 avec le FC Schalke 04
- Vainqueur de la DFB-Pokal 2000-2001 et 2001-2002 avec le FC Schalke 04
- Vainqueur de la 2. Bundesliga 2004-2005 avec le 1. FC Cologne
- Vainqueur de la Supercoupe des Pays-Bas de football 2008 avec le PSV Eindhoven
- Vainqueur de la Bundesliga autrichienne 2009-2010 avec le Red Bull Salzbourg